# ماريو ويلسون
ماريو ويلسون (بالبرتغالية: Mário Wilson‏) (17 أكتوبر 1929 في موزمبيق - 3 أكتوبر 2016) هو مدرب كرة قدم ولاعب كرة قدم برتغالي وموزمبيق في مركز الدفاع. لعب مع سبورتينغ لشبونة ونادي أكاديميكا كويمبرا وديبورتيفو مابوتو الموزمبيقي.

## وصلات خارجية
- ماريو ويلسون على موقع قاعدة بيانات كرة القدم.إي يو (الإنجليزية)
- ماريو ويلسون على موقع Soccerway.com (الإنجليزية)
- ماريو ويلسون على موقع عالم كرة القدم.نت (الإنجليزية)